# Светско првенство у атлетици у дворани 2018 — скок удаљ за жене
Скок удаљ у женској конкуренцији на 17. Светском првенству у атлетици у дворани 2018. одржана је 4. марта у Арени Бирмингем у Бирмингему (Уједињено Краљевство).
Титулу освојену у Портланду 2016, бранила је Бритни Рис из САД.

## Земље учеснице
Учествовало је 13 такмичарки из 11 земаља.
1. Естонија (1)
2. Канада (1)
3. Летонија (1)
4. Мексико (1)
5. Немачка (2)
6. Румунија (1)
7. САД (2)
8. Србија (1)
9. Украјина (1)
10. Француска (1)
11. Шведска (1)

## Систем такмичења
Нови систем такмичења се примењује од 2016. Нема квалификација, па све такмичарке учествују у финалу, где ће свака од њих имати по три скока. Четврти и пети скок обезбедиће осам најбољих, док ће прилику за шести скок имати само четири првопласиране после пете серије скокова.

## Освајачи медаља
| Освајачи медаља |            |                 |  |  |  |  |
|                 |            |                 |  |  |  |  |
|                 |            |                 |  |  |  |  |
|                 |            |                 |  |  |  |  |
| Ивана Шпановић  | Бритни Рис | Состен Могенара |  |  |  |  |
| Србија          | САД        | Немачка         |  |  |  |  |

## Рекорди пре почетка Светског првенства 2018.
Стање на 16. март 2018.
| Рекорди пре почетка Светског првенства 2018.     | Рекорди пре почетка Светског првенства 2018. | Рекорди пре почетка Светског првенства 2018. | Рекорди пре почетка Светског првенства 2018. | Рекорди пре почетка Светског првенства 2018. | Рекорди пре почетка Светског првенства 2018. |
| ------------------------------------------------ | -------------------------------------------- | -------------------------------------------- | -------------------------------------------- | -------------------------------------------- | -------------------------------------------- |
| Светски рекорд                                   | Хајке Дрекслер                               | Источна Немачка                              | 7,37                                         | Беч, Аустрија                                | 13. фебруар 1988.                            |
| Рекорд светских првенстава                       | Бритни Рис                                   | Сједињене Државе                             | 7,23                                         | Истанбул, Турска                             | 11. март 2012.                               |
| Најбољи резултат сезоне                          | Ивана Шпановић                               | Србија                                       | 6,93                                         | Београд, Србија                              | 21. фебруар 2018.                            |
| Афрички рекорд                                   | Чиома Аџунва                                 | Нигерија                                     | 6,97                                         | Ерфурт, Немачка                              | 6. фебруар 1997.                             |
| Азијски рекорд                                   | Јао Вејли                                    | Кина                                         | 6,82                                         | Пекинг, Кина                                 | 13. март 1992.                               |
| Северноамерички рекорд                           | Бритни Рис                                   | Сједињене Државе                             | 7,23                                         | Истанбул, Турска                             | 11. март 2012.                               |
| Јужноамерички рекорд                             | Морен Хига Маги                              | Бразил                                       | 6,89                                         | Валенсија, Шпанија                           | 9. март 2008.                                |
| Европски рекорд                                  | Хајке Дрекслер                               | Источна Немачка                              | 7,37                                         | Беч, Аустрија                                | 13. фебруар 1988.                            |
| Океанијски рекорд                                | Никол Богман                                 | Аустралија                                   | 6,81                                         | Барселона, Шпанија                           | 12. март 1995.                               |
| Рекорди после завршеног Светског првенства 2018. |                                              |                                              |                                              |                                              |                                              |
| Најбољи резултат сезоне                          | Ивана Шпановић                               | Србија                                       | 6,96                                         | Бирмингем, Уједињено Краљевство              | 4. март 2018.                                |

### Најбољи резултати у 2018. години
Десет најбољих атлетичарки године у скоку удаљ у дворани пре почетка првенства (1. марта 2018), имале су следећи пласман.
| 1.  | Ивана Шпановић          | Србија           | 6,93 | 21. фебруар |
| 2.  | Бритни Рис              | Сједињене Државе | 6,88 | 18. фебруар |
| 3.  | Khaddi Sagnia           | Шведска          | 6,85 | 17. фебруар |
| 4.  | Малајка Михамбо         | Немачка          | 6,72 | 3. фебруар  |
| 5.  | Катарина Џонсон-Томпсон | Велика Британија | 6,71 | 17. фебруар |
| 6.  | Состен Могенара         | Немачка          | 6,70 | 3. фебруар  |
| 7.  | Елоаз Лезије            | Француска        | 6,69 | 18. фебруар |
| 8.  | Кванеша Буркс           | Сједињене Државе | 6,67 | 6. фебруар  |
| 8.  | Марина Бех              | Украјина         | 6,67 | 10. фебруар |
| 10. | Кејт Хол                | Сједињене Државе | 6,64 | 6. јануар   |
| 10. | Кристина Хришутина      | Украјина         | 6,64 | 10. фебруар |

Такмичарке чија су имена подебљана учествују на СП 2018.

## Квалификациона норма
| Дворана | Отворено |
| ------- | -------- |
| 6,76 м  |          |

## Сатница
| Датум         | Време | Ниво   |
| ------------- | ----- | ------ |
| 4. март 2018. | 15:27 | Финале |

Сва времена су по локалном времену (UTC+1)

## Резултати

### Финале
Такмичење је одржано 4. марта 2018. године у 15:27 по локалном времену. Све финалисткиње су извеле по 3 скока. 8 најбољих извеле су још два скока а најбоље 4 још и 6. скок.,,
| Место | Атлетичарка      | Земља     | ЛР     | ЛРС  | 1.   | 2.   | 3.   | 4.   | 5.   | 6.   | Резултат | Белешка   |
| ----- | ---------------- | --------- | ------ | ---- | ---- | ---- | ---- | ---- | ---- | ---- | -------- | --------- |
|       | Ивана Шпановић   | Србија    | 7,24   | 6,93 | 6,89 | 6,74 | x    | 6,96 | -    | -    | 6,96     | СРС , ЛРС |
|       | Бритни Рис       | САД       | 7,23   | 6,88 | 6,76 | 6,61 | 6,77 | 6,89 | 6,72 | 6,64 | 6,89     | ЛРС       |
|       | Состен Могенара  | Немачка   | 6,95   | 6,44 | 6,59 | 6,85 | x    | 6,31 | 6,23 | 6,30 | 6,85     | ЛРС       |
| 4.    | Кванеша Беркс    | САД       | 6,80   | 6,67 | 6,81 | 6,51 | 6,71 | 6,78 | x    | 6,70 | 6,81     | ЛР        |
| 5.    | Малајка Михамбо  | Немачка   | 6,72   | 6,72 | 6,43 | 6,40 | 6,55 | x    | 6,64 |      | 6,64     |           |
| 6.    | Кади Сагнија     | Шведска   | 6,85   | 6,85 | 6,64 | x    | 6,40 | 6,45 | 4,23 |      | 6,64     |           |
| 7.    | Кристабел Нети   | Канада    | 6,99   | 6,56 | 6,49 | 6,63 | 6,49 | 6,45 | 6,44 |      | 6,63     | ЛРС       |
| 8.    | Ксенија Балта    | Естонија  | 6,87   | 6,63 | 6,46 | 6,48 | 6,26 | 6,50 | 6,57 |      | 6,57     |           |
| 9.    | Алина Ротару     | Румунија  | 6,74   | 6,47 | х    | 6,37 | 6,41 |      |      |      | 6,41     |           |
| 10.   | Марина Бех       | Украјина  | 6,71   | 6,67 | х    | 6,37 | 6,35 |      |      |      | 6,37     |           |
| 11.   | Лаума Грива      | Летонија  | 6,53   | 6,52 | 6,18 | 6,34 | 6,28 |      |      |      | 6,34     |           |
| 12.   | Елоаз Лезијер    | Француска | 6,90   | 6,69 | 6,26 | 6,34 | 6,20 |      |      |      | 6,34     |           |
| 13.   | Jessamyn Sauceda | Мексико   | 6,74 о |      | 5,95 | 5,93 | 5,99 |      |      |      | 5,99     | ЛРС       |

Подебљани лични рекорди су и национални рекорди земље коју такмичарка представља